# Noko Matlou
Noko Alice Matlou (* 30. September 1985 in Moletjie, Transvaal, Südafrika) ist eine südafrikanische Fußballspielerin. Sie ist 1,72 m groß und bekleidete zuerst die Position einer Stürmerin, seit 2014 wird sie in der Nationalmannschaft auch als Abwehrspielerin eingesetzt.

## Leben
Matlou stammt aus dem Dorf Moletjie bei Polokwane. Sie studiert Transportmanagement an der Universität Johannesburg.
Matlou trägt den Spitznamen Beep-Beep.

## Karriere

### Verein
Von 2004 bis 2005 spielte Matlou für einen Verein in Seshego.
Matlou hat für die Development Ladies und bis 2009 für die Brazilian Ladies in Johannesburg gespielt.
2009 weilte Matlou zu einem Probetraining beim VfL Wolfsburg.
Von Juli 2012 bis Juni 2013 hat Matlou für die Universität Johannesburg gespielt.
Matlou spielt aktuell für den südafrikanischen Verein Ma-Indies F.C.
2013 wurde Matlou Torschützenkönigin der südafrikanischen Sasol League.

### Nationalmannschaft
Matlou wurde 2006 in den Kader der südafrikanischen Nationalmannschaft aufgenommen. Ihr erstes Länderspiel bestritt sie 2007 gegen Nigeria.
2009 nahm Matlou mit Südafrika am Zypern-Cup teil. Südafrika unterlag im Spiel um Platz 5 den Niederlanden mit 0:5. Matlou erzielte in diesem Turnier zwei Treffer und belegte damit Platz 4 der Torschützenliste.
Seit dem Jahr 2014 wird Matlou unter Vera Pauw als Nationaltrainerin in Länderspielen als Verteidigerin eingesetzt.
Am 7. September 2015 bestritt Matlou gegen Kamerun ihr 100. Länderspiel für Südafrika.
Mit aktuell 157 Länderspielen (Stand 3. März 2020) belegt Matlou in der Liste der südafrikanischen Nationalspielerinnen mit den meisten Länderspielen den zweiten Platz hinter Janine van Wyk.

#### Olympische Spiele
2012 nahm Matlou mit Südafrika an den Olympischen Spielen teil. Sie wurde in allen drei Vorrundenspielen eingesetzt. Südafrika schied in der Vorrunde aus.
Matlou nahm 2016 erneut mit Südafrika an den Olympischen Spielen teil. Sie wurde wieder in allen drei Vorrundenspielen eingesetzt. Südafrika schied abermals in der Vorrunde aus.
Matlou hat bei zwei Teilnahmen an Olympischen Spielen insgesamt sechs Spiele bestritten und ist damit Rekordspielerin ihres Landes bei olympischen Turnieren.

#### Universiade
Matlou nahm mit Südafrika an der Universiade 2013 teil. Sie wurde in allen sechs Spielen eingesetzt. Im Vorrundenspiel gegen Taiwan erzielte sie den zwischenzeitlichen Führungstreffer zum 1:0, Südafrika gewann das Spiel mit 3:2. Im Elfmeterschießen des Viertelfinales setzte sich Südafrika gegen Japan durch, Matlou erzielte dabei den ersten Treffer des Elfmeterschießens. Südafrika belegte nach einer Niederlage im Halbfinale gegen Mexiko durch ein 1:2 im Spiel um Platz 3 gegen Brasilien den vierten Platz.

#### Afrikameisterschaften
2008 gewann Matlou mit der südafrikanischen U-20-Nationalmannschaft den COSAFA Cup. Im Finale gegen Angola gelang Matlou beim 3:0 ein Hattrick. Sie erzielte in diesem Turnier in fünf Spielen 12 Tore und wurde damit Torschützenkönigin.
Matlou nahm 2008 mit Südafrika an der Afrikameisterschaft teil. Südafrika unterlag im Finale Äquatorialguinea mit 1:2. Matlou erzielte in diesem Turnier sechs Treffer und belegte damit gemeinsam mit Genoveva Añonma Platz 1 der Torschützenliste.
2010 nahm Matlou erneut an der Afrikameisterschaft teil. Südafrika besiegte Kamerun im Spiel um Platz 3 mit 2:0.

#### Weltmeisterschaft
Bei der WM 2019 kam sie in den drei Gruppenspielen zum Einsatz, schied aber mit ihrer Mannschaft danach aus.

## Ehrungen
- 2008 wurde Matlou bei der U-20-COSAFA-Meisterschaft als Spielerin des Turniers ausgezeichnet.
- 2008 wurde Matlou als erste Südafrikanerin zu Afrikas Fußballerin des Jahres gekürt.[4][5][8][12][11]
- 2011 wurde Matlou als Südafrikas Sportlerin des Jahres ausgezeichnet.[4][12]